# Pole (fizyka)
Pole – przestrzenny rozkład pewnej wielkości fizycznej, zwłaszcza pośredniczący w oddziaływaniach. Inaczej mówiąc, w przestrzeni określone jest pewne pole, jeżeli każdemu punktowi przestrzeni przypisano pewną wielkość.
Matematycznie pole jest po prostu funkcją, która każdemu punktowi przestrzeni przypisuje daną wielkość.

## Typy
W zależności od charakteru tej wielkości mówimy o polach:
- pole skalarne – gdy każdemu punktowi przestrzeni przypisana jest pewna wielkość skalarna (skalar). Przykładem jest tu pole temperatury lub ciśnienia.
- pole wektorowe – gdy każdemu punktowi przestrzeni przypisany jest pewien wektor. Przykładem jest pole ciężkości lub pole magnetyczne.
- pole tensorowe – gdy każdemu punktowi przestrzeni przypisany jest pewien tensor. Przykładem jest pole tensora naprężenia–energii w ogólnej teorii względności.

Ze względu na rozkład przestrzenny wielkości charakteryzujących pole wyróżnia się:
- pole jednorodne
- pole centralne
- pole źródłowe (lub bezźródłowe)
- pole wirowe (lub bezwirowe).

Ze względu na czasową zmienność tych wielkości można pola podzielić na:
- stacjonarne (wielkość charakteryzująca pole w dowolnym punkcie nie zmienia się w czasie)
- niestacjonarne (zmienne w czasie).

## Teoria
Klasyczna teoria pola powstała w celu ujednolicenia opisu oddziaływań elektrycznych i magnetycznych. Dało to w efekcie klasyczną teorię elektromagnetyzmu. Opracowane w ten sposób metody matematyczne opisu pól zostały wykorzystane w innych dziedzinach fizyki.
Współcześnie, w kwantowych teoriach pola, pole przyjmuje postać obiektu fizycznego – obiekty fizyczne oddziałują na siebie poprzez wymianę cząstek będących kwantami pola.
Badaniem własności pól fizycznych zajmuje się dział fizyki zwany teorią pola.